# Гундхайм
Гундхайм (нем. Gundheim) — община в Германии, в земле Рейнланд-Пфальц. 
Входит в состав района Альцай-Вормс. Подчиняется управлению Вестофен.  Население составляет 919 человек (на 31 декабря 2010 года). Занимает площадь 4,61 км².